# San José Estancia Grande
San José Estancia Grande es una localidad del estado mexicano de Oaxaca. Es cabecera del municipio de San José Estancia Grande.

## Demografía
| Censo | Población |
| ----- | --------- |
| 1900  | 781       |
| 1910  | 514       |
| 1921  | 538       |
| 1930  | 341       |
| 1940  | 267       |
| 1950  | 388       |
| 1960  | 452       |
| 1970  | 565       |
| 1980  | 945       |
| 1990  | 853       |
| 1995  | 841       |
| 2000  | 904       |
| 2005  | 946       |
| 2010  | 960       |
| 2020  | 920       |